# Содержание понятия
Содержа́ние поня́тия — это совокупность существенных и отличительных признаков предмета, качества или множества однородных предметов, отражённых в этом понятии, поскольку с точки зрения логики всякое понятие имеет содержание и объём. Например, содержанием понятия «коррупция» является совокупность двух существенных признаков: «сращивание государственных структур со структурой преступного мира» и «подкуп и продажность общественных и политических деятелей, государственных чиновников и должностных лиц».
О содержании понятия нельзя говорить в отрыве от его объёма. Объёмом понятия называется множество обобщённых в нём предметов. Например, под объёмом понятия «товар» подразумевается множество всех изделий, предлагаемых рынку как сейчас, так и в прошлом или в будущем.

## Закон обратного отношения между объемом и содержанием понятия
Объём понятия может входить в объём другого понятия и составлять при этом лишь его часть. Например, объём понятия «фирменный знак» целиком входит в объём другого, более широкого понятия «знак». При этом содержание первого понятия оказывается больше, потому что содержит больше отличительных признаков, чем содержание второго.
Исходя из этого имеется следующий закон: чем шире объём, тем проще его содержание, и наоборот.

## Родовые и видовые понятия
Родовым будет такое понятие, объём которого шире и полностью включает в себя объём другого понятия. Родовое понятие является подчиняющим понятием, в состав которого входят меньшие по объёму видовые понятия. Например, понятие "элемент " является родовым понятием по отношению к понятию «олово», которое является видовым понятием по отношению к понятию «элемент».
Одно и то же понятие может быть (за исключением единичных понятий и категорий), как видовым, так и родовым одновременно, в зависимости от того, по отношению к какому понятию оно рассматривается. Понятие «водитель» является родом по отношению к понятию «водитель водного транспорта» и видом по отношению к понятию «работник транспортной отрасли».
Родовых понятий не существует только для категорий, то есть для предельно широких понятий.
Видовое и родовое понятия отражают особенное, качественно определённое состояние материи, виды и роды, которые существуют в объективном мире. Например, понятия «лошадь», «корова», «овца» — это видовые понятия, в которых выражены существенные признаки отдельных качественно особенных, но взаимосвязанных форм животных, входящих в одно родовое понятие «домашнее животное».
Связь родового и видового понятий отображает ту реальную связь, которая существует между родом и видом в природе и обществе.
Так мягкая пшеница есть вид, который входит наряду со многими другими видами в род растений из семейства злаков, имеющий общее название — пшеница. Мягкая пшеница содержит в себе существенные признаки, характеристики для всего рода пшениц. Но, кроме того, она имеет также и свои, присущие только мягкой пшенице признаки. Понятия «мягкая пшеница» и «пшеница» отображают существенные признаки реально существующей мягкой пшеницы и реально существующего рода, в который входят все виды пшеницы.
Видовым будет такое понятие, объём которого составляет лишь часть объёма родового понятия. Видовое понятие — подчинённое понятие, входящее в состав другого, более общего понятия, которое называется родовым. Например, понятие «колхоз» — видовое понятие по отношению к понятию "коллективная организация", которое является родовым понятием по отношению к понятию «колхоз». Всем предметам, отображённым в видовом понятии, присущи все признаки родового понятия, но вместе с тем им присущи свои видовые признаки, которые отличают их от предметов других видов, входящих в данное родовое понятие.
Одно и то же понятие может быть (за исключением единичных понятий и категорий — предельно широких понятий) как видовым, так и родовым одновременно в зависимости от того, по отношению к какому понятию оно рассматривается. Например, понятие «суждение» является видовым по отношению к понятию «логическая форма» и родовым по отношению к понятию «частное сужение». взаимосвязь видовых и родовых понятий отображает в сознании объективно существующую взаимосвязь рода и вида в природе и обществе.